# ガラスの顔
『ガラスの顔』（がらすのかお）は、フランシス・ハーディングによるイギリスの児童文学作品。
原著『A Face Like Glass』は2012年、児玉敦子による日本語訳は2021年、東京創元社より刊行された。
架空の地下都市カヴェルナで、少女ネヴァフェルが大きな陰謀に巻き込まれるファンタジー作品。

## あらすじ
舞台は架空の地下都市カヴェルナ。
人々は表情を生まれ持たず、《面細工師》が創作した《面》を意識的に駆使している。
孤独なチーズ職人に隠されて育った少女ネヴァフェルは幼時の記憶を持たない。
ある日ネヴァフェルは、特殊なチーズを求めて訪れた《面細工師》マダム・アペリンに失った母の面影を感じ、絆されて貴重なチーズを渡してしまう。
その行為はチーズ職人を窮地に陥れるものであった。
取り返すために初めて社会へと足を踏み出したネヴァフェルは、この都市で自分だけが《面》を意識せずとも生まれつき表情を有していることを知る。
その特異体質故に地下都市を巡る陰謀に巻き込まれ、社会の暗部を知ったネヴァフェルの表情は世界を知ることで更に豊かさを増しゆき、そのために事態はますます混迷を深める。

## 主な登場人物
ネヴァフェル
謎の少女。記憶を持たず、グランディブルに匿われて育つ。思ったことが表情に出るという特異体質。
グランディブル
孤独なチーズ職人。偶然拾った少女ネヴァフェルの特異な体質に気づき、仮面を被せ、世間に隠して育てる。
マダム・アペリン
《面》（表情）を創作する職人《面細工師（フェイススミス）》。
ズエル・チルダーシン
ワイン職人の跡継ぎ娘。記憶を操るワインを駆使し、ネヴァフェルの力になる。

## 受賞
- 英／カーネギー賞候補
- 米／ローカス賞候補[1]